# Bataille de Sigüenza
Guerre d'Espagne
Batailles
La bataille de Sigüenza eut lieu dans les premiers mois de la guerre d'Espagne, dans la ville de Sigüenza et ses alentours, entre le 7 août et le 15 octobre 1936. Elle opposa les forces nationalistes aux troupes républicaines, ces derniers résistant plusieurs semaines à la capture de la ville par les franquistes.
Son épisode le plus célèbre fut le siège de la cathédrale, où s'étaient réfugiés plus de 800 personnes, civils et miliciens, qui refusèrent de se rendre, dans l'attente de renforts. La bataille s'acheva par la destruction de la ville, dont une grande partie des édifices d'intérêt historique et architectural, et la mort de plus de 500 personnes, en majorité des civils.

## Contexte
Le 25 août 1936, une colonne des milices confédérales de la CNT et de la FAI, menée par Feliciano Benito, entra dans la ville, afin de la défendre en cas d'attaque ennemie. Quelques heures plus tard à peine arriva une nouvelle colonne du bataillon « Pasionaria ». Les jours suivants, les miliciens s'appliquèrent à organiser les défenses de la ville, mais se livrèrent également à plusieurs exactions, comme l'assassinat de l'évêque Eustaquio Nieto Martín, du président de l'Action catholique José María Martínez et du doyen de la cathédrale Anastasio de Simón.
Enfin, aux premiers jours d'août arriva le commandant Martínez de Aragón, à la tête de deux nouvelles colonnes de miliciens, cheminots syndicalistes de l'UGT et des JSU (Jeunesses Socialistes Unifiées).

## Combats

### Assaut nationaliste
Le 7 août, les troupes nationalistes, stationnées dans la localité voisine d'Alcolea del Pinar, attaquent la ville, mais sont repoussées. En représailles à cet assaut, les miliciens se livrent à plusieurs actes anticléricaux, profanant diverses églises. Le 16 août, le colonel nationaliste Jiménez Orge lance une nouvelle offensive militaire, dans l'intention de prendre Atienza : une fois de plus, c'est un échec.
Mais, depuis le 13 août, les premiers avions de la légion Condor sont basés sur l'aérodrome voisin de Barahona. Les miliciens sont engagés dans des combats de plus en plus violents à Riba de Santiuste, dans les environs de Sigüenza. C'est dans l'un de ces assauts que meurt le 21 août l'Argentin Hipólito Etchebéhère, l'époux de Mika Etchebéhère, plus tard nommée capitaine des milices du POUM.
Le 7 septembre, la ville de Sigüenza est bombardée pour la première fois par de l'artillerie installée à Mojares, sur la voie ferrée de Saragosse, qui est contrôlée par les nationalistes - ces bombardements ne cessent pas avant la chute totale de la ville. Durant toute la semaine suivante y affluent de nombreux réfugiés des villages environnants. Le 29 septembre, une escadrille d'avions allemands bombarde la ville, dès les premières heures et durant toute la journée, faisant de lourdes pertes parmi les civils, et détruisant également l'hôpital et l'hospice de l'évêché, tuant les sœurs et les enfants. 

### Siège de la cathédrale
Le 8 octobre, le commandant Martínez de Aragón quitte la ville à la fin de la journée, afin d'aller chercher des renforts. Les miliciens restant et les civils se barricadent dans la cathédrale. Celle-ci devient dès lors la cible de l'artillerie nationaliste, qui la bombarde depuis quatre points différents, détruisant la toiture, la tour droite et la coupole. Un groupe de miliciens, menés par Feliciano Benito, arrive à s'évader de la cathédrale et à rejoindre les lignes républicaines, tandis que les assiégés qui subsistent refusent de se rendre, dans l'attente de renforts.
Ce n'est qu'au bout d'une semaine de bombardements intenses qui ruinent la cathédrale que les assiégés, le 15 octobre, décident de se rendre. A 17h30 commence l'évacuation de la cathédrale. Le commandant Martínez de Aragón, parvenu à quelque 20 kilomètres de la ville, rebrousse chemin vers Guadalajara.